# Fugazi (Band)
Fugazi ist eine US-amerikanische Post-Hardcore-Band aus Washington.

## Geschichte
Fugazi entstammt der Washingtoner Punk- und Hardcore-Szene der 1980er-Jahre. Schon bald nach der Auflösung seiner Band Embrace im Jahre 1987 begann Ian MacKaye zusammen mit Joe Lally und Brendan Canty damit, neue Lieder einzuspielen. Der Bandname leitet sich von der Abkürzung Fugazi her, die ein amerikanischer Slangbegriff aus dem Vietnamkrieg ist. Fugazi war hier ein Akronym für: „Fucked Up, Got Ambushed, Zipped In“ und bezog sich auf eine aussichtslose Gefechtssituation. Das erste Fugazi-Konzert fand im September 1987 im Wilson Center in Washington statt. Während der ersten Liveauftritte gesellte sich oft ein gemeinsamer Freund, Guy Picciotto, zur Band, der wie auch Schlagzeuger Brendan Canty zuvor bei Rites of Spring aktiv gewesen war. Zuerst sang er bei einigen Liedern mit, aber mit der Zeit wurde er zum beständigen Mitglied. Die beiden ersten EPs Fugazi (1988) und Margin Walker (1989) erschienen später zusammen auf einer CD unter dem Namen 13 Songs.
Im Laufe der Zeit entfernte sich Fugazi immer mehr vom ursprünglichen Punk-Stil, die Alben wurden experimenteller, teilweise langsamer und immer mehr „durchkonstruiert“. Erste allmähliche Veränderungen in diese Richtung kann man auf dem Album In On The Kill Taker (1993) ausmachen. Von da an klangen Fugazi mit jeder weiteren Veröffentlichung „erwachsener“ und ernsthafter. Trotz allem blieben wütende, politische und vor allem sehr sozialkritische Bestandteile erhalten, jedes Lied hat eigene markante Elemente. Die Einstellung der Bandmitglieder änderte sich nicht, man blieb seinem „Hardcore“-Weg treu.

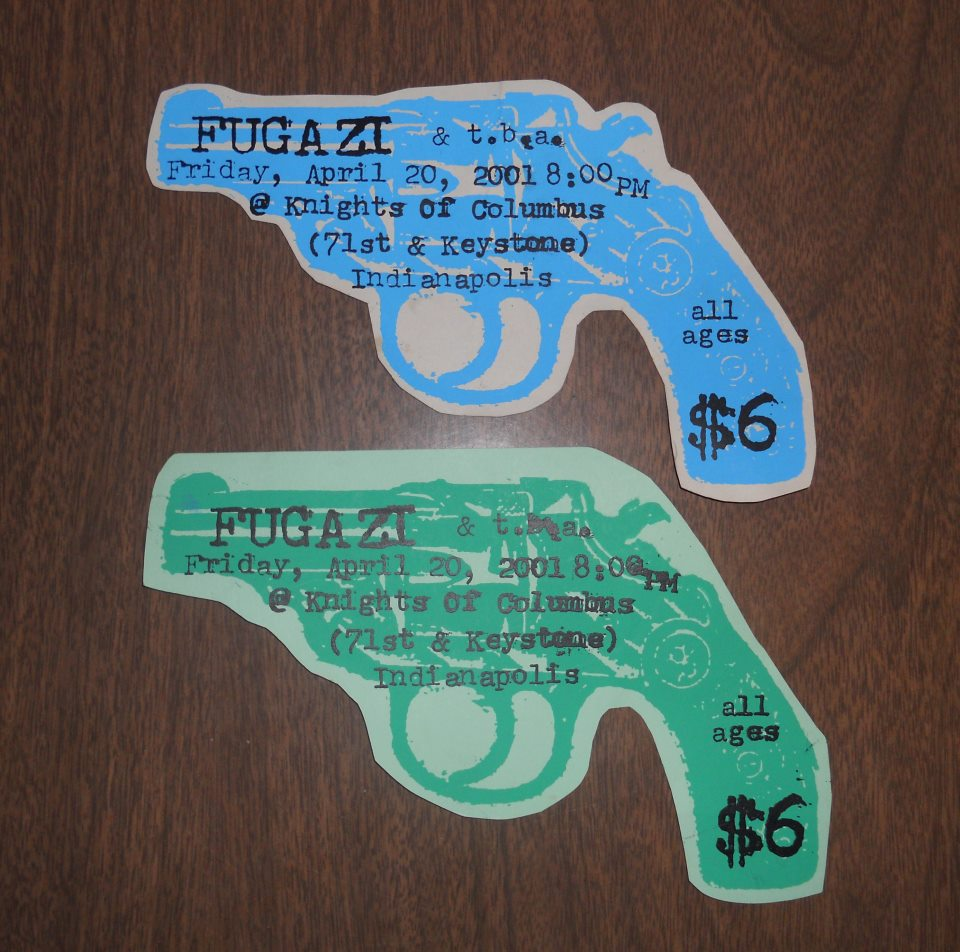
Handgefertigte Eintrittskarten für ein Fugazi-Konzert (2001)

Bei den darauffolgenden Alben Red Medicine (1995) und End Hits (1997) machte sich dann auch rein äußerlich eine Weiterentwicklung bemerkbar: Das Design der Plattencover wurde anspruchsvoller. Es entstanden Collagen aus Fotos, die auf den ersten Blick nichts miteinander gemeinsam hatten; extreme Nahaufnahmen standen neben augenscheinlichen Belanglosigkeiten, wie z. B. einem Fahrrad im Schnee ohne Sattel oder defekten Toilettenfliesen, die mit benutzten Kaugummis ausgekittet wurden.
Im Jahr 1999 fand die Veröffentlichung des Dokumentarfilms Instrument statt, produziert von Jem Cohen, der die Band von Anbeginn an begleitet hatte. Der Film bestand aus Konzertmitschnitten, Interviews, Privat- und Studioaufnahmen und Ähnlichem. Die Musik zum Film lieferte Fugazi selbst, erschienen auf einem gleichnamigen Album.
Auf dem 2001 produzierten Album The Argument wurde erneut eine Weiterentwicklung offenbar. Acht der zehn Titel wurden mit Jerry Busher als Percussionist und zusätzlichem zweiten Schlagzeuger eingespielt, was dieser LP einen eigenen Sound verlieh. Die Cello-Einspielungen im Intro und bei zwei weiteren Liedern stammten von Amy Domingues. Die ebenfalls im Jahre 2001 erschienene Single Furniture + 2 enthielt drei Lieder, die nicht auf The Argument zu finden waren.
Anfang 2004 verbreitete sich das Gerücht, Fugazi habe sich aufgelöst, was aber von der Gruppe selbst dementiert wurde. Eigenen Angaben zufolge befand sie sich lediglich in einer Ruhephase, was Studioprojekte betraf. Dies rührte unter anderem daher, dass zwei Bandmitglieder zu diesem Zeitpunkt eine eigene Familie hatten.
Noch im selben Jahr begann Bassist Joe Lally damit, zwanzig verschiedene Live-Mitschnitte aus den Jahren 1987 bis 1999 auf CD zu brennen und über eine eigene Internet-Seite zu vertreiben. Diese CDs waren im regulären Handel nicht erhältlich. Es handelte sich um nicht nachträglich im Studio bearbeitete Aufnahmen.
Veröffentlichungen erscheinen auf dem Plattenlabel Dischord Records, dessen Gründer Fugazi-Mitglied Ian MacKaye ist, der in früheren Zeiten schon bei diversen Washingtoner Hardcore-Bands wie Minor Threat an Bekanntheit gewann. Die durch das nicht kommerziell ausgerichtete Label vorhandene Handlungsfreiheit nutzt die Band, um ihre Konzertpreise niedrig zu halten und Konzerte ohne Altersbeschränkung zu veranstalten. Die Band absolvierte diverse Gratisauftritte, z. B. eine Protestaktion zu Beginn des 2. Golfkrieges 1992 vor dem Weißen Haus in Washington.
Fugazi verzichtete auf Werbung für Konzerte und vertraute auf Mundpropaganda, Konzertkarten gab es anfangs nur an der Abendkasse und nicht im Vorverkauf. Auf einer Tour in den USA waren die Karten jedoch auch über Ticketmaster erhältlich. Möglich gemacht wurde dies laut Guy Picciotto, um auch Fans, die nicht in der Nähe der Veranstaltungsorte leben, eine Möglichkeit zu geben, an Tickets zu kommen. Ticketmaster ging laut Picciotto auf die Forderungen der Band ein, hielt die Eintrittspreise niedrig und verlangte gelegentlich nur moderate Gebühren. Es wird auf sämtliche Arten von Merchandising-Artikeln verzichtet, es gibt etwa keine offiziellen T-Shirts. Auch das weitverbreitete T-Shirt mit dem Aufdruck „This is not a Fugazi-T-Shirt“ ist nicht autorisiert. MacKaye brachte den Hersteller des T-Shirts jedoch dazu, einen Betrag in Höhe der Lizenzeinnahmen, die der Band zustehen würden, an eine wohltätige Organisation zu spenden.
Trotz allem erfreut sich Fugazi eines hohen Bekanntheitsgrades in der Hardcore-Punk-Szene. Für viele andere Musikgruppen dieser Szene, darunter zum Beispiel Rise Against und Box Car Racer, hat Fugazi Vorbildcharakter.
Im Jahr 2023 erschien der Dokumentarfilm We Are Fugazi From Washington, DC.

## Diskografie
| Jahr | Titel                  | Höchstplatzierung, Gesamtwochen, AuszeichnungChartplatzierungen (Jahr, Titel, Platzierungen, Wochen, Auszeichnungen, Anmerkungen) | Höchstplatzierung, Gesamtwochen, AuszeichnungChartplatzierungen (Jahr, Titel, Platzierungen, Wochen, Auszeichnungen, Anmerkungen) | Anmerkungen |
| Jahr | Titel                  | UK | US | Anmerkungen |
| ---- | ---------------------- | --- | --- | ----------- |
| 1991 | Steady Diet of Nothing | UK63 (1 Wo.)UK | — |             |
| 1993 | In on the Kill Taker   | UK24 (2 Wo.)UK | US153 (4 Wo.)US |             |
| 1995 | Red Medicine           | UK18 (3 Wo.)UK | US126 (5 Wo.)US |             |
| 1998 | End Hits               | UK47 (1 Wo.)UK | US138 (2 Wo.)US |             |
| 2001 | The Argument           | UK63 (1 Wo.)UK | US151 (1 Wo.)US |             |

| Jahr | Titel Album | Höchstplatzierung, Gesamtwochen, AuszeichnungChartplatzierungen (Jahr, Titel, Album, Platzierungen, Wochen, Auszeichnungen, Anmerkungen) | Höchstplatzierung, Gesamtwochen, AuszeichnungChartplatzierungen (Jahr, Titel, Album, Platzierungen, Wochen, Auszeichnungen, Anmerkungen) | Anmerkungen |
| Jahr | Titel Album | UK | US | Anmerkungen |
| ---- | ----------- | --- | --- | ----------- |
| 2001 | Furniture   | UK61 (1 Wo.)UK | — |             |

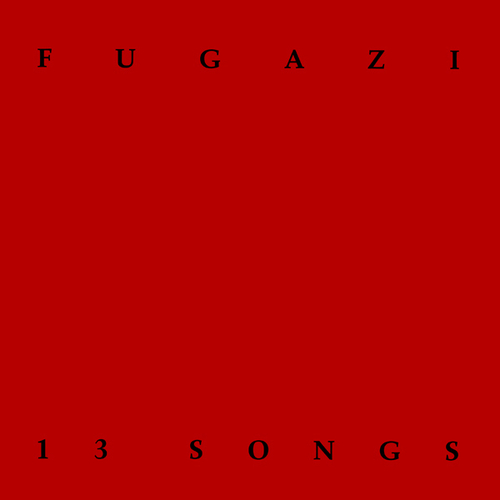
Cover von „13 Songs“

- 1988: Fugazi (EP, Dischord Records)
- 1989: 13 Songs (Kompilation, Dischord)
- 1990: Margin Walker (EP, Dischord)
- 1990: Repeater (Dischord)
- 1991: Steady Diet of Nothing (Dischord)
- 1993: In on the Kill Taker (Dischord)
- 1995: Red Medicine (Dischord)
- 1998: End Hits (Dischord)
- 1999: Instrument Soundtrack (Soundtrack, Dischord)
- 2001: The Argument (Dischord)
- 2004: 9-3-87 Washington, DC Wilson Center (First Show) (Livealbum, Fugazi Live Series)
- 2004: 12-28-87 Washington, DC DC Space ($1.99 Show) (Livealbum, Fugazi Live Series)
- 2004: 10-8-90 Bielefeld, Germany PC 69 (Livealbum, Fugazi Live Series)
- 2004: 11-6-90 Nancy, France Terminal Export (Livealbum, Fugazi Live Series)
- 2004: 8-17-91 Calgary, Canada MacKewen Hall (Livealbum, Fugazi Live Series)
- 2004: 6-28-92 Berlin, Germany Tempodrom (Livealbum, Fugazi Live Series)
- 2004: 2-14-93 Ft. Lauderdale, Florida The Edge (Livealbum, Fugazi Live Series)
- 2004: 8-7-93 Washington, DC Washington Monument (Livealbum, Fugazi Live Series)
- 2004: 9-4-93 Pontiac, Michigan Plaza Amphitheater (Livealbum, Fugazi Live Series)
- 2004: 11-17-93 Canberra, Australia Anu Bar (Livealbum, Fugazi Live Series)
- 2004: 8-26-94 Curitiba, Brazil 92 Degrees (Livealbum, Fugazi Live Series)
- 2004: 10-9-95 Peoria, Illinois Expo Center (Livealbum, Fugazi Live Series)
- 2004: 10-27-95 Seattle, Washington DV8 (Livealbum, Fugazi Live Series)
- 2004: 10-30-96 Sapporo, Japan Counteraction (Livealbum, Fugazi Live Series)
- 2004: 11-2-96 Hong Kong South Island School Hall (Livealbum, Fugazi Live Series)
- 2004: 5-2-97 NYC, New York NYU Loeb Center (Livealbum, Fugazi Live Series)
- 2004: 7-1-97 Dunedin, New Zealand The Room (Livealbum, Fugazi Live Series)
- 2004: 9-3-97 Washington, DC Wilson Center (10th Anniversary Show) (Livealbum, Fugazi Live Series)
- 2004: 7-24-98 Fredericton, Canada New Maryland Recreation Center (Livealbum, Fugazi Live Series)
- 2004: 5-7-99 Kilkenney, Ireland Friary Hall (Livealbum, Fugazi Live Series)